# Deutsche in Kopenhagen
Deutsche in Kopenhagen spielten vor allem vom späten Mittelalter bis zum 19. Jahrhundert eine Rolle innerhalb von Kultur, Verwaltung und Handel in der dänischen Hauptstadt Kopenhagen. Nach der Mitte des 19. Jahrhunderts sind Kopenhagener mit deutschen Wurzeln assimiliert geworden. Es entwickelte sich keine geschlossene Volksgruppe mit eigener Organisierung, im Gegensatz zur deutschen Minderheit in Nordschleswig.
Zeitweilige Einwanderungswellen aus dem deutschsprachigen Raum bildeten jiddischsprachige Juden in der Zeit 1900–1920 sowie Juden und Verfolgte des NS-Regimes in der Zeit 1933–39. Während der deutschen Besatzung 1940–45 spielte der Dänisch-Deutsche Verein (Dansk-Tysk Forening) eine Rolle für die teilweise gezwungene Zusammenarbeit zwischen der deutschen Wehrmacht und Dänen innerhalb Politik und Wirtschaft.
Die seit 1575 bestehende Deutsche Schule St. Petri Kopenhagen ist heute die älteste deutsche Schule im Ausland. Mit ihr verknüpft ist die evangelisch-lutherische St.-Petri-Kirche. Es bestehen weiter auch deutschsprachige Gottesdienste in der deutsch-reformierten Gemeinde, deren Reformierte Kirche auch eine französischsprachige Gemeinde beherbergt, sowie im katholischen Dom Sankt Ansgar. Eine weitere Kultureinrichtung ist das Goethe-Institut Kopenhagen.
Die Sankt-Petri-Schule und -Kirche sind Sammlungspunkte eines Teils der deutschen Expats; einen Teil der Schüler stellen aber auch Dänen mit besonderem Interesse am Unterricht. Die Kirche wurde 1994–99 mit Mitteln von Dänemark, Deutschland und privaten Spendern restauriert. Seit 2000 ist die deutschsprachige Gemeinde Teil der dänischen Volkskirche und mit knapp 900 Mitgliedern wieder etwas größer geworden. Die große Mehrheit der Auslandsdeutschen in Kopenhagen sowie im übrigen Dänemark haben jedoch keine Beziehung zu deutschen Organisationen.
2020 bilden deutsche Staatsangehörige nach Polen, Syrern, Rumänen und Türken die fünftgrößte Gruppe von Ausländern in Dänemark. In der Hauptstadtregion leben 9687 deutsche Staatsangehörige, in Seeland 1738, in Süddänemark 8601, in Mitteljütland 4597 und in Nordjütland 1572. In Kopenhagen (Kommune Kopenhagen und Frederiksberg) ist die Anzahl 6393 und übertrifft damit die Anzahl in Sütjütland/Nordschleswig (4670). Dabei sind die meisten deutschen Staatsangehörigen in Nordschleswig von der deutschen Minderheit zu unterscheiden, da die alteingesessene deutsche Minderheit meistens die dänische Staatsbürgerschaft besitzt.

## Geschichte
Spätestens im 14. Jahrhundert siedelten sich in dänischen Städten, vor allem in Kopenhagen, deutsche Handwerker und Beamte an. Deutschsprachige Familien bildeten im 18. Jahrhundert einen wesentlichen Teil der Oberschicht und des Kulturlebens der Hauptstadt, sahen sich aber nicht als nationale Minderheit. Es gab vereinzelte Beispiele davon, dass Kopenhagen als Teil des deutschsprachigen Europas gesehen wurde; jedoch konnte das für alle Gebiete gelten, wo Deutschkenntnisse oder eine deutsche Elite bestanden. Der deutsche Dichter Friedrich Gottlieb Klopstock erhielt beispielsweise jahrzehntelang eine Unterstützung des dänischen Königs Friedrich V. und hielt sich jahrzehntelang in Dänemark auf. Andere Personen des 17. bis 19. Jahrhunderts können sowohl dem dänischen als auch dem deutschen Kulturerbe zugeordnet werden, wie z. B. Dieterich Buxtehude (1637–1707) und Caspar David Friedrich (1774–1840).

### Haus Oldenburg
Bereits mit Christoph III. 1440–1448 besetzte ein gebürtiger Pfälzer den dänischen Königsthron. Das Haus Oldenburg, das seit dem 15. Jahrhundert bis heute die dänischen Könige stellt, stammt ursprünglich nicht aus Dänemark, sondern aus Oldenburg im heutigen Niedersachsen. Jedoch sind Nebenlinien des Hauses nach ihren Wurzeln in Schleswig und Holstein benannt; so gehört das dänische Königshaus seit 1863 der Linie Schleswig-Holstein-Sonderburg-Glücksburg an. Die dänischen Königlichen wurden bis zum 18. Jahrhundert oft, aber nicht immer, mit platt- oder hochdeutscher Muttersprache erzogen und heirateten häufig Mitglieder fürstlicher Familien aus dem deutschen Reich. Die Verwaltung des dänisch-norwegischen Reiches erfolgte jedoch immer auf Dänisch, mit Ausnahme der Herzogtümer Schleswig und Holstein, die von Kopenhagen aus auf Deutsch verwaltet wurden.

### Machtkampf um Christian VII.
Ereignisse im späten 18. Jahrhundert führten zu Auseinandersetzungen zwischen Deutschen und Dänen. Die dänische Bevölkerung stand dem zunehmenden Einfluss der deutschen Sprache oder deutschen Beamten kritisch gegenüber. Verflochten damit war ein intriganter Kampf um Macht, politische Ziele und Ämter beim Hof in Kopenhagen um den regierungsunfähigen König Christian VII.

#### Struensee
Ein Auslöser war der Prozess gegen den Reformator und königlichen Leibarzt Johann Friedrich Struensee, der 1770–1772 quasi als Diktator die Macht übernahm und eine sehr große Menge an Reformen verordnete. Struensee und die Königin Caroline Mathilde dominierten den geisteskranken König und schoben andere Machthaber und hohe Beamte zur Seite. 1772 wurde der 34-jährige Struensee wegen Machtmissbrauchs und des Liebesverhältnisses zur Königin hingerichtet. Struensee sprach kein Dänisch. Er war zwar Arzt in Altona gewesen, das zum dänischen Gesamtstaat gehörte, aber er war kein Holsteiner, sondern in Halle geboren. Seine radikal-aufklärerischen Reformen stießen auf großen Widerstand, obwohl einige später als fortschrittlich anerkannt wurden. Seitdem wird diskutiert, inwiefern der Konflikt um Struensee politischer, sozialer, persönlicher oder nationaler Art war.

#### Høegh-Guldberg und das Eingeborenenrecht
Struensees Hauptgegner (und nach dessen Sturz der wichtigste Machthaber 1772–84) war Ove Høegh-Guldberg, politisch konservativ, Befürwörter des Absolutismus und Hüter des dänischen Charakters des eigentlichen Königreiches (also nicht die Herzogtümer Schleswig und Holstein umfassend). Er führte Dänisch als einzige Kommandosprache des Heeres im eigentlichen Königreich ein. 1776 führte er das Indigenatsgesetz ein. Demnach war die Staatsbürgerschaft (indfødsret = „Eingeborenenrecht“) eine Voraussetzung für die Beamtung im Dienste des dänischen Königs. Diese Staatsbürgerschaft erhielten alle Einwohner des norwegisch-dänisch-schleswig-holsteinischen Gesamtstaates. Das löste in der Bevölkerung allgemeine Begeisterung aus. (Ausländer konnten eingebürgert werden, nachdem sie z. B. zwei Jahre an der Universität von Kopenhagen oder von Kiel studiert hatten, oder sonst nach Antrag.)

#### Gottorfsche Frage
1773 erfolgte der Abschluss der Gottorfschen Frage mit dem Vertrag von Zarskoje Selo. Die Herzöge von Gottorf besaßen einen Kleinstaat innerhalb des dänischen Reiches, der lange für Konflikte sorgte und sich öfters mit fremden Mächten verbündet hatte, z. B. mit dem dänischen Erzfeind Schweden. 1742 war dieses Herzogtum schon verkleinert, als der Herzog Karl Peter Ullrich zum russischen Thronfolger ernannt wurde. Seine Gebiete in Holstein wurden danach von Russland aus regiert. Er wurde schließlich 1762 Zar und regierte sechs Monate, bis er von seiner Frau, Katharina der Großen, gestürzt wurde und kurz danach starb. Herzog von Holstein-Gottorf wurde dadurch der Sohn, der spätere Zar Paul I. Er und Katharina einigten sich mit Dänemark über einen Austausch der gottorfschen Gebiete mit Oldenburg und Delmenhorst, die seit 1667 in Personalunion mit Dänemark standen. Das Herzogtum Gottorf wurde aufgelöst und ganz Schleswig bzw. Holstein wieder dem dänischen König unterstellt. Für Dänemark wurde ein lang erwünschtes Ziel erreicht und der Zusammenhang der Monarchie hergestellt, aber die Eingliederung der gottorfschen Gebiete hatte eine Auswirkung auf das nationale Gleichgewicht; das deutsche Element der Monarchie wurde etwas verstärkt.

#### Norwegischer, dänischer und deutscher Patriotismus
1772 gründeten norwegische Studenten die Norwegische Gesellschaft in Kopenhagen, einen Diskussions- und Literaturkreis, die auch einen norwegischen Patriotismus kultivierten. Sie forderten u. a. eine eigene Universität in Christiania (Oslo) und die Abschaffung des dänischen Monopols auf Norwegens Getreideimporte. Den dänisch-norwegischen Gesamtstaat oder die Königsmacht stellten sie aber nicht in Frage. Wie einige Dänen der Zeit bezeichneten sie oft das Deutsche als etwas Fremdes und Gekünsteltes, wogegen man sich behaupten musste. Der nationale Inhalt vermischte sich aber mit philosophischen und literarischen Idealen, da die Angehörigen der Norwegischen Gesellschaft generell die (deutschstämmige) Romantik ablehnten und den Klassizismus sowie die französische und englische Tradition bevorzugten.
Im dänischen Gesamtstaat sah man insgesamt ein aufwachsendes dänisches, norwegisches und teilweise auch deutsch/holsteinisches Nationalbewusstsein, wobei keines davon separatistisch eingerichtet war. Man forderte zunächst nur, dass diese Nationalitäten und Sprachen nebeneinander berücksichtigt und gleichberechtigt wurden.

#### Rückkehr von Bernstorff
1784 wurde der dänisch-konservative Høegh-Guldberg selbst Opfer eines Putsches, als der 16-jährige Kronprinz Friedrich (der VI.) und Andreas Peter von Bernstorff die Macht übernahmen. Der Personenkreis um Høegh-Guldberg wurde von der Macht verdrängt, und der Kreis um den deutschstämmigen Bernstorff kehrte zurück. Bernstorff besetzte wichtige Posten mit seinen Angehörigen oder Anhängern. Neben persönlichen und politischen Aspekten konnten seine Gegner nun auch die Öffentlichkeit gegen die „Deutschheit“ um Bernstorff mobilisieren. Dem Kreis um Bernstorff wurde eine Missachtung der dänischen Sprache und des dänischen Volkscharakters zugeschrieben.

### Die Deutschfehde oder Holgerfehde
Als erste offene dänisch-deutsche Konfrontation betrachtet man eine Polemik 1789–90, die als die Holger-Fehde (Holgerfejden) oder Deutschfehde (tyskerfejden) bezeichnet wird. In der Fehde vermischt sich eine Diskussion über die Ideale und Stilarten des Rationalismus/Klassizismus und der Romantik mit der seit einigen Jahren schwelenden Auseinandersetzung zwischen Deutsch und Dänisch; jedoch spielen Themen wie Volks- und Feinkultur, persönliche Konflikte und Generationskonflikte im Kulturleben der Stadt auch eine Rolle.
Anlass war die komische Oper Holger Danske des 28-jährigen Komponisten und deutschen Kopenhagener F.L.Æ. Kunzen und des 25-jährigen Jens Baggesen, des wichtigsten dänischen Dichters der Zeit. Sie versuchten nach Ideen des Schweizer Ästhetikers Johann Georg Sulzer ein klassisches, historisches und romantisches Thema in einem Werk zu vereinen. Die Oper war auf vielen Ebenen eine experimentelle Neuschöpfung: die erste Oper in dänischer Sprache, die erste romantische Oper überhaupt und auch in der Szenographie großartig und neuartig.
Die Oper wurde am 31. März 1789 auf dem Königlichen Theater erstaufgeführt. Sie war zunächst erfolgreich, fand bei den breiten Volksschichten Kopenhagens Begeisterung, aber wurde von gebildeten Kreisen so kritisiert, dass sie nur sechsmal aufgeführt wurde.
Die Operngenre war zu dieser Zeit nicht besonders stark in Kopenhagen etabliert und befand sich im ganzen Europa in einer Übergangsphase, wo neue Ideen mit alten Konventionen kämpften. Viele bezweifelten noch die Gleichberechtigung der Oper mit dem Schauspiel und dem Ballett.
Sowohl die Sage des Holger Danske sowie die Handlung der Oper hatten einen verflochtenen dänisch-deutsch-französischen bzw. europäischen Kulturhintergrund. Der dänischen Sage nach ist Holger Danske ein schlafender Held, der in Kronborg weilt und von dort einmal erwachen und Dänemark retten soll, wenn das Land bedroht wird. Der Sagenheld war ursprünglich ein Däne, der gegen Karl den Großen kämpfte, danach in dessen Dienst trat und das Frankenreich rettete, indem er Angriffe der spanischen Sarazenen (Muslime) zurückschlug. So wird von ihm in den altfranzösischen Liedern Chanson de geste und im Rolandslied berichtet. 1193 heiratete Philipp II. von Frankreich die dänische Königstochter Ingeborg, wonach das Motiv von Holger Danske erneut aufgegriffen wurde und in den Epen Renaut de Montauban, La Chevalerie d'Ogier de Danemarche und Les Enfances Ogier beschrieben wurde. Die Oper basiert sich aber eher auf dem Mythos des Elfenkönig Oberon, die von Goethe (vom dänischen Volkslied Elverskud/Erlkönig inspiriert) und später von Wieland behandelt wurde. Wieland basiert seine Figur auf A Midsummer Night's Dream von Chaucer und Shakespeare, die wiederum auch von Ovids Metamorphosen inspiriert wurde; auch Tausendundeiner Nacht entnimmt Wieland Inhalte.
Die dänische Oper folgt Wielands Vorlage, jedoch wird die Hauptperson Oberon mit Holger Danske ersetzt. Die Handlung hatte kaum Zusammenhang mit der Chronik des Holger Danske (Kong Olger Danskis Krønicke), die 1534 in Dänemark publiziert wurde und seitdem als Volkslektüre verbreitet war. Baggesen verzichtete also auf Geschichte und Tradition, verwendete den Namen des dänischen Nationalkämpfers Holger Danske für einen Opernheld, der nach Babylon reist und dort eine Sultanstochter gewinnt, dann mit der Hilfe des Zauberhornes Oberons Hindernisse überwindet und schließlich seine Geliebte heiraten kann, alles unter komischen und bunt gemischten Umständen.
Schon als Baggesens Libretto vor der Erstaufführung bekannt wurde, kritisierten Stimmen, dass der dänische Nationalheld durch die Oper als „abenteuerlicher, schwärmender Prahler“ verhöhnt würde. Baggesen geriet in Zweifeln und wollte die Titelfigur in Huon de Bordeaux umbenennen, gemäß Wielands Gedicht und der französischen Oberon-Vorlage. Der Schauspieler Michael Rosing lehnte aber die Änderung ab, da er gerne einen nordischen Sagenheld spielen wollte. Bei ihm wie beim breiten Publikum kam das Holger Danske-Motiv also positiv an, ohne Einwände über die stark geänderte Geschichte.
Zunächst schrieb Johann Clemens Tode eine sehr positive Rezension. Der führende Theaterkritiker Knud Lyhne Rahbek war Anhänger des realistischen Schauspiels mit bürgerlich-moralischem Inhalt und lehnte die phantastische Operngenre ab; die Holger Danske beschrieb er als eine schädliche, verderbliche und geldverschwenderische Vorstellung. Der Satiriker und Kritiker P.A. Heiberg war ein Befürwörter der französischen Aufklärung und Gegner der Romantik. Auch er kritisierte die Operngenre überhaupt sowie den erwachenden deutschromantischen Geschmack in der Literatur.
Die erfolgreiche Oper erschien dann in deutscher Übersetzung vom Kieler Professor Carl Friedrich Cramer, der in einem Vorwort Baggesens Werk lobte und den seit acht Jahren verstorbenen dänischen Nationaldichter Johannes Ewald kritisierte. Das provozierte viele Dänen der Ewald-Generation, darunter P.A. Heiberg, der dies mit dem höhnerisch-witzigen Gedicht Holger Tydske kommentierte („Holger der Deutsche“ statt Holger Danske, das „Holger der Däne“ bedeutet). Es wurde auch Baggesen vorgeworfen, dass er kein nordisches Thema gewählt hätte, sondern angeblich die „deutsche“ Operngenre in Kopenhagen zu etablieren versuchte.
In Dänemark herrschte 1770 bis 1799 Pressefreiheit (außer in der Høegh-Guldberg-Zeit 1773–1784), die mehrere literarischen Fehden ermöglichten. Auch in diesem Fall zeichnete sich die Diskussion durch sachliche und unsachliche Kritiken, hochtrabendes Philosophieren sowie persönliche, perfide, sarkastische und kleinlichen Angriffe aus. In den vielen Zeitschriften der Hauptstadt folgte eine Welle von etwa 70 Artikeln, Pamphleten und Texten von u. a. Rahbek, Heiberg, Cramer, Baggesen, Tode, Friederike Brun, Schack Staffeldt, Werner Hans Frederik Abrahamson und Christen Henriksen Pram. Es wurde auch von Dänen die Ansicht erhoben, dass die Oper ein Meisterwerk, die nationalen Vorwürfe ein Ausdruck von Neid seien. Die musikalische Leistung Kunzens wurde von den meisten anerkannt.
Als Reaktion auf die Fehde leitete Baggesen seine Europareise ein, die im Hauptwerk Das Labyrinth beschrieben wird. Kunzen verließ Dänemark, wirkte in Berlin, Frankfurt am Main und Prag, aber kehrte 1795 nach Kopenhagen zurück und war hier als Kapellmeister und Professor bis zu seinem Tod tätig.
Nach 1789 spielte die Oper erst wieder 1941 und 45 auf dem Königlichen Theater, wo sie aber als nationale Manifestation gegen die deutsche Besatzung rezipiert wurde. Danach erst im Jahr 2000, wo die Neuinszenierung übrigens auch diametral gespaltene Reaktionen im Publikum und unter Kritikern auslöste.

### Dänische Literatur und das Deutschtum
Der gebürtige Norwege Ludvig Holberg (1684–1754) äußerte sich kaum direkt gegen den deutschen Einfluss, entwickelte aber zielbewusst eine dänische Literatur, die häufig auch die niedrigeren Schichten der Gesellschaft beschrieb und sich von deren Sprache beeinflussen ließ.
Die später im 18. Jahrhundert wichtigsten dänischen Dichter waren Johannes Ewald (1743–1781) und Jens Baggesen (1764–1826). Sie standen dem deutschen Kulturraum freundlich gegenüber, und ihre übersetzte Werke waren dort populär. Ewald wurde aus Abenteuerlust kurz preußischer und österreichischer Soldat. Baggesens Hauptwerk, Das Labyrinth oder eine Reise durch Deutschland, die Schweiz und Frankreich, erschien 1792–93 und beschreibt eine Reise im Revolutionsjahr 1789 verflochten mit philosophischen und psychologischen Betrachtungen. Im Werk ist keine Animosität gegen Deutsche zu spüren; in einer Szene auf Brocken umarmen sich die Hauptperson und sein deutscher Begleiter nach einem Gespräch mit der Folgerung, dass „wir Dänen und Deutsche Brüder sind“. Baggesen publizierte ein Teil seiner Werke ursprünglich auf Deutsch.
Die folgende Generation dänischer Dichter war brennend von der Romantik geprägt, die 1802–1804 von Berlin nach Kopenhagen mit Vorlesungen des norwegisch-dänischen Naturphilosophen Heinrich Steffens gebracht wurden. Steffens (1773–1843) wuchs in Norwegen und Dänemark auf, aber entstammte einer holsteinischen Familie. Die dänischen Dichter der Romantik waren öfter bewusste Befürworter eines Dänischtums oder eines Skandinavismus, der im Gegensatz zum Deutschtum stand.
Der nationalromantische Dichter Christian Wilster (1797–1840) beschreibt in einem Hüldigungsgedicht Ludvig Holberg als Begründer der dänischen Literatur in einer Zeit, in der sonst ausländische Sprachen als feiner galten. Der Inhalt ist heute noch bekannt, aber wird oft fälschlicherweise Holberg selbst zugeschrieben:

„Hver Mand, som med Kløgt gik i Lærdom til Bund,
Latin paa Papiret kun malte,
Med Fruerne Fransk, og Tydsk med sin Hund,
Og Dansk med sin Tjener han talte. (...)

Han lærte de Danske, at Dansken er fød,
At tale med Fædrenes Tunge,
Thi hiemmebrygt var jo den herlige Mjød,
Som styrkede Hjerte og Lunge.“

„Jeder Mann, der mit Klugheit ins Lehrtum eintauchte,
malte nur Latein aufs Papier;
mit den Frauen Französisch, und Deutsch mit seinem Hund,
und Dänisch mit seinem Diener er sprach. (...)

Er lehrte den Dänischen, dass der Däne geboren ist,
mit der Zunge der Väter zu sprechen,
denn heimgebraut war ja der herrliche Met,
der Herz und Lunge stärkte.“

### Beamte der deutschen Kanzlei
Eine besondere Gruppe stellten die Beamte bei der 1523 errichteten Deutschen Kanzlei, ab 1806 schleswig-holsteinische Kanzlei und 1816–48 schleswig-holsteinisch-lauenburgische Kanzlei genannt. Diese war die in Kopenhagen ansässige deutschsprachige Verwaltung des dänischen Herzogtums Schleswig und des deutschen Herzogtums Holstein, die beide den dänischen König als Herzog hatten. Die Dänische Kanzlei hingegen verwaltete das eigentliche Königreich Dänemark in dänischer Sprache. Die Beamte der schleswig-holsteinischen Kanzlei blockierten die Durchsetzung von Verordnungen dänischer Könige um 1800, die die Gleichberechtigung der dänischen Sprache im Herzogtum Schleswig einführen sollten. In den kommenden Jahrzehnten unterstützten viele von ihnen den Schleswig-Holsteinismus. So war 1822–1830 Uwe Jens Lornsen Beamter bei der schleswig-holsteinischen Kanzlei in Kopenhagen. Kurz nachdem er auf eigenen Wunsch nach Sylt versetzt worden war, veröffentlichte er sein Schreiben Ueber das Verfassungswerk in Schleswigholstein, das einen eigenständigen Staat, „Schleswigholstein“, in Personalunion mit Dänemark forderte. Mit der Erhebung und dem 1. Schleswigschen Krieg 1848 wanderte ein Teil dieser Oberschicht nach Deutschland aus.

### Assimilierung im späten 19. Jahrhundert
Orla Lehmann, Führer der Nationalliberalen, Befürworter der Wiedereingliederung Schleswigs im Königreich, und wohl die wichtigste Figur im dänischen Nationalismus und Verfassungskampf der Zeit, hatte einen deutschen (holsteinischen) Vater und ging bis zum 14. Lebensjahr in die deutsche Sankt-Petri-Schule, danach in die dänische Borgerdydsskole. Viele ursprünglich deutschsprachige Familien wechselten im Laufe der ersten Hälfte des 19. Jahrhunderts zum Dänischen, andere wanderten aus. Nach den Kriegen von 1848 und 1864 hatte das deutsche Element keine Bedeutung im öffentlichen Leben Kopenhagens mehr; die Familien wurden völlig assimiliert. Deutsch blieb jedoch die erste Fremdsprache, und eine enge Verbindung zur deutschen Kultur und Wirtschaft bestand auch noch.

### Deutsche Familiennamen
Zahlreiche Familiennamen im kopenhagenischen oberen Mittelstand, z. B. in traditionellen Beamtenfamilien, zeigen auf deutsche oder holsteinische Wurzeln zurück. Auch im Adel, in kaufmännischen, einigen Handwerker- und jüdischen Familien kommen deutsche Namen häufig vor.
Jedoch sind deutsche Schreibweisen (oder ältere dänische Schreibweisen, die dem Deutschen ähnlich sind) auch bei rein dänischen Namen anzutreffen, z. B. Schou (skov = „Wald“), Bach (bakke, jütländisch bak = Hügel) sowie Familiennamen, denen bei der Adelung ein von hinzugefügt wurde (z. B. von Jensen). Die Variante Schmidt ist weitaus häufiger als Smed, obwohl beide „Schmied“ bedeuten und in den meisten Fällen dänischen Ursprungs sind. Bei Namen wie Lange, Fischer (dän. Fisker), Schütte (dän. Skytte oder plattdeutsch für Schütze), Busch (Busk), Reuter (dän. røgter = Futtermeister) usw. lässt sich nicht ohne genealogisches Studium bewerten, ob es um ursprünglich deutsche oder dänische Namen geht.
Genealogisch wurde postuliert, dass 8 Prozent der heutigen Dänen einen deutschen Familiennamen tragen; ob das auch deutsche Schreibweisen dänischstammiger Namen umfasst, wurde nicht angegeben.

## Organisationen

### Kirchen
Die evangelisch-lutherische St.-Petri-Kirche wurde 1585 vom König Friedrich II. der deutschsprachigen Gemeinde Kopenhagens übergeben und ist seitdem ihre Stammkirche. Zur St.-Petri-Kirche gehören ein Stift, in dem sowohl Männer als auch Frauen bis Ende des 20. Jahrhunderts wohnten, eine Schule und ein Kloster, welches momentan von Stiftsdamen bewohnt wird. Nach dem Zweiten Weltkrieg verließen viele Gemeindemitglieder die deutschsprachige Gemeinde. Die Kirchengemeinde hat momentan rund 1000 Mitglieder.
Im religiösen Sinne bilden die dänischen Reformierten eine andere Gruppe. Die reformierte Kirche in Kopenhagen wurde 1689 eingeweiht und beherbergt seitdem zwei Gemeinden, eine deutsch/niederländische und eine französische, die auch noch Gottesdienste in diesen Sprachen halten. Die dänische Königin Charlotte Amalie von Hessen-Kassel trug maßgeblich zur Gründung der evangelisch-reformierten Gemeinde bei. Heute sind 300 Personen Mitglied der deutschen evangelisch-reformierten Gemeinde in Kopenhagen. Die Pastoren der Gemeinde werden von der EKD gestellt.
Im 14. Jahrhundert nutzten Deutschsprachige in Kopenhagen vermutlich die Frauenkirche oder eine Klosterkirche. 1537 löste sich die deutschsprachige katholische Gemeinde durch die Reformation auf. In den 1960er Jahren bildete sich die „Deutschsprachige Katholische Gemeinde Kopenhagen“. Erstmals nach der Reformation besteht damit wieder eine deutschsprachige katholische Gemeinde in Kopenhagen. Für religiöse Zeremonien wird die Sankt-Augustins-Kirche in Kopenhagen genutzt.

### Schulen
Seit 1575 besteht die Deutsche Schule St. Petri Kopenhagen. Damit ist sie die älteste deutsche Auslandsschule. Im 19. Jahrhundert entstanden mehrere weitere deutsche Schulen. Im 20. Jahrhundert wurden die Schulen wieder zusammengelegt. Einer der bekanntesten Schüler der deutschen Schule ist der Diplomatensohn Richard von Weizsäcker. Zurzeit betreut die Deutsche Schule St. Petri Kopenhagen circa. 500 Schüler.

## Persönlichkeiten mit deutschenWurzeln in Kopenhagen

### Staatsleute und Politiker
- Friedrich I. (1471–1533), König von Dänemark und Norwegen
- Peder Schumacher Griffenfeld (1635–1699), Staatsmann und Reichskanzler in Dänemark
- Conrad von Reventlow (1644–1708), dänischer Premierminister und Großkanzler
- Christian Siegfried von Plessen (1646–1723), Hofmarschall, Oberkämmerer, Geheimer Rat und Präsident der Rentenkammer beim dänischen Hof
- Christian Ludwig Scheel von Plessen (1676–1752), Geheimer Rat in Dänemark
- Karl Adolf von Plessen (1678–1758), Hofmarschall, Oberkämmerer und Geheimer Rat beim Dänischen Hof
- Andreas Peter von Bernstorff (1735–1797), dänischer Außenminister
- Johann Friedrich Struensee (1737–1772), Arzt und Regent von Dänemark 1770–1772
- Ernst Heinrich von Schimmelmann (1747–1831), dänischer Finanz- und Außenminister
- Christian Detlev von Reventlow (1748–1827), dänischer Staatsmann und Sozialreformer
- Wulff Scheel-Plessen (1809–1876), Diplomat und Politiker

### Königinnen
- Sophie Amalie von Braunschweig-Calenberg (1628–1685), Königin von Dänemark und Norwegen
- Charlotte Amalie von Hessen-Kassel (1650–1714), Königin von Dänemark
- Anna Sophie von Reventlow (1693–1743), Königin von Dänemark

### Weitere Persönlichkeiten
- Johannes Lassenius (1636–1692), lutherischer Theologe und Erbauungsschriftsteller
- Bartholomäus Botsack (1649–1709), lutherischer Theologe und Professor
- Eberhard David Hauber (1695–1765), lutherischer Theologe
- Ernst Heinrich Berling (1708–1750), Gründer der dänischen Tageszeitung Berlingske
- Johann Elias Schlegel (1719–1749), deutscher Dramatiker und Kritiker, Professor in Kopenhagen und Sorø
- Heinrich Carl von Schimmelmann (1724–1782), Kaufmann und Sklavenhändler
- Johann Heinrich Schlegel (1726–1780), Professor und Leiter der königlichen Bibliothek
- Friedrich Gabriel Resewitz (1729–1806), lutherischer Theologe und Politiker
- Balthasar Münter (1735–1793), lutherischer Theologe und Dichter
- Karl Christian von Gehren (1763–1832), reformierter Theologe
- Friedrich Münter (1761–1830), lutherischer Theologe, Kirchenhistoriker, Orientalist, Altertumsforscher und Freimaurer
- Friederike Brun (1765–1835), Autorin

### Deutsche aus Kopenhagen in Deutschland
- Christian Pommerenke (1933–2024), Mathematiker
- Gudrun Schaich-Walch (* 1946), Politikerin (SPD)